# Secamone
Secamone és un gènere que pertany a la família de les apocinàcies amb 162 espècies de plantes fanerògames.

## Descripció
Són arbustos, enfiladisses subarbustives o herbàcies que assoleixen els 6 m d'alçada, amb brots glabres o puberulosos. Les fulles són coriàcies de 0,6-7,5 cm de llarg i 0,2-3,5 cm d'ample, estretament el·líptiques a ovades, basalment cuneades. L'àpex és obtús, agut o acuminat, glabres o pubescents, amb diminutes estípules.
Les inflorescències són axil·lars, més curtes o més llargues que les fulles adjacents, amb poques a moltes flors, laxes o condensades. Els peduncles són més llargs o més curts que els pedicels filiformes, glabres o pubescents.

## Espècies seleccionades
| - Secamone acuminata - Secamone acutifolia - Secamone africana - Secamone aegyptiaca - Llista completa d'espècies |